# São João da Corveira
São João da Corveira ist eine Gemeinde (Freguesia) im portugiesischen Kreis Valpaços. In ihr leben 455 Einwohner (Stand 19. April 2021).